# Kristen McMenamy
Kristen McMenamy (13 de diciembre de 1965) es una supermodelo estadounidense. Es conocida por su apariencia inusual y andrógina. Originalmente llevaba una cabellera roja extensa, pero a comienzos de los 90 se la recorta, la tiñe de negro, y rasura sus cejas por completo. Su carrera repunta con el advenimiento de la moda del grunge.

## Primeros años
McMenamy nació en Easton, Pensilvania y pasó su infancia en Búfalo, Nueva York. Ella es la tercera hija de siete hermanos, proveniente de una familia católica estadounidense con ascendencia irlandesa. Como estudiante en el instituto de Notre Dame, recibe excelentes calificaciones, pero sus compañeros de clase se burlaban de su figura, llamándola "Esqueleto". Luego de una experiencia universitaria, decide abandonar sus estudios para comenzar su carrera como modelo. Después de dirigirse a la Ciudad de Nueva York, es rechazada por la mayoría de las agencias. A pesar de conseguir pocos trabajos, persiste en llevar adelante su sueño. Ella más tarde declara:
"Fui rechazada por todo el mundo. ¡Pero estaba obsesionada! Era la única cosa que más deseaba en mi vida."

## Carrera

### 1984–1998: Comienzos y éxito
Conoció a la agente Eileen Ford, quien le recomendó hacerse una cirugía plástica. Pese a no hacerlo, consigue firmar con una agencia que la envía a París, Francia. Unos cuantos años más tarde, ella firma con la famosa agencia Elite, y posteriormente con Ford Models. La carrera de McMenamy se desarrolla sobre todo entre los años 1985 y 1998, trabajando para muchos de los diseñadores y casas de moda internacionales más importantes, como Versace, Giorgio Armani, Valentino, Todd Oldham, Christian Dior, Sonia Rykiel, Dolce & Gabbana, Jean Paul Gaultier, Gianfranco Ferré, Lanvin, Isaac Mizrahi, Yohji Yamamoto, Thierry Mugler, Comme des Garçons, Chloé, y Moschino.
Durante sus comienzos en la industria, McMenamy conoce a dos de los hombres que la llevarían al éxito: el fotógrafo Peter Lindbergh, con quien trabajó extensamente, y Karl Lagerfeld, diseñador de Chanel que la convierte en su musa . Una de sus primeras campañas de moda fue para la colección de alta costura primavera/verano de 1985 de Chanel. En ese año, es fotografiada por Lindbergh para una campaña de la marca Jil Sander, y ella también protagoniza otra campaña, la casa de moda Byblos. En 1986, aparece en el libro Un día en la vida de América, fotografiado por Sante D'Orazio.
También ha trabajado con muchos otros fotógrafos de moda, incluyendo Helmut Newton, Richard Avedon, Steven Meisel, Ellen von Unwerth, Arthur Elgort, Paolo Roversi, Patrick Demarchelier, Jean-Baptiste Mondino, Tim Walker, y Jürgen Teller. Ella se transforma en la musa de Teller, quién le ha descrito como "la mejor modelo con la que he trabajado".
En 1991, McMenamy protagoniza la campaña de primavera/verano de Claude Montana, y aparece junto a la modelo Claudia Mason para el aviso de la temporada otoñal de Fendi. De ella se ha dicho que "En el tiempo de supermodelos, ella fue la primera belleza excéntrica e inusual en luchar a su manera contra las convenciones que sólo admiten la belleza clásica y femenina, por ello ha aparecido en las portadas de Vogue y en otras revistas famosas." Algunos títulos que la han cobijado fueron Harper's Bazaar, Vanity Fair, People, Interview, Elle, V, Dazed & Confused, LOVE, i-D, The Face, W, Women's Wear Daily, y Newsweek.
McMenamy era mayormente conocida por su andar arrasador en la pasarela, a menudo comparada con "una vampiresa, que se detiene con poses exageradas". En 1992, después cortar y teñir su cabello a un tono oscuro, el maquillador François Nars rasura sus cejas para una presentación de Anna Sui, comenzando así "la era grunge en la moda". La transformación de McMenamy la vuelve famosa, y su carrera despega con más fuerza. Desde aquel momento, su imagen fue siempre asociada con la androginia, y se la consideró también como una mujer de aspecto elegante, con atisbos de rebeldía y sensualidad por partes iguales.
En octubre de 1992, abre el desfile primaveral de Versace, y ella más tarde aparece en la campaña de dicha colección, fotografiada por Avedon. En diciembre de 1992, protagoniza un editorial de temática grunge para la revista Vogue, titulada "Grunge & Glory", fotografiado por Steven Meisel. En enero de 1993 la revista Harper's Bazaar la nombra Modelo del Año. El mes siguiente, ella exhibe seis listones rojos pintados sobre su espalda en un evento a beneficio de amfAR, conducido por Leanza Cornett.  En ese año McMenamy aparece en gráficas de Calvin Klein.
En octubre de 1994, se la ve con varias modelos en la portada del 30.º aniversario de Vogue Italia. Al año siguiente, cierra el desfile de alta costura de la temporada primavera/verano de Versace luciendo un vestido de novia. En consecuencia protagoniza la campaña de dicha colección junto con la modelo Nadja Auermann y el cantante Elton John, todos fotografiados por Richard Avedon. McMenamy y John aparecen juntos más tarde en la tapa del mes de abril del '95 de Interview. En ese mes, protagoniza la portada del Vogue americano. También fue mencionada en un capítulo del libro El Viaje de Belleza de 1995.
Al año siguiente, McMenamy protagoniza una campaña de moda de Absolut Vodka, fotografiada por Helmut Newton en Suecia. También en 1996, posa desnuda con la palabra "Versace" escrita en sus senos y nalgas para un editorial fotografiado por Teller para la revista alemana Süddeutsche Zeitung Magazin. En ese mismo año aparece en el Calendario Pirelli, fotografiado por Peter Lindbergh. Ella además forma parte del libro 10 Mujeres, también de Lindbergh.
McMenamy fue varias veces comparada con la supermodelo Linda Evangelista debido a ciertas semejanzas de estilo. Las carreras de ambas despegan después de cambiar drásticamente sus respectivos looks, y más adelante, ellas reciben por parte de los expertos el apodo de "camaleonas". Las dos fueron musas inspiradoras de Lagerfeld y Gianni Versace, así como de Lindbergh y Meisel, con quienes colaboraban bastante a menudo. A pesar de sus semejanzas, había rumores de enemistad entre ambas. Aun así, aparecen juntas en varios editoriales de revistas y en dos campañas para Versace.
En 1997, McMenamy se la ve en anuncios de la temporada otoño/invierno de Versace y Armani, y en la tapa de marzo de Vogue Italia. Ella también se muestra en el libro Fashion: Photography of the Nineties, en una serie de retratos de Juergen Teller. En 1998 ella empieza a dar un paso al costado al modelaje para focalizarse en su familia.

### 2004–presente: ElsigloXXI
En 2004, McMenamy regresa al modelaje desfilando para Prada. En ese mismo año, deja de teñirse el cabello, para que vaya creciendo en un tono canoso. En 2005, McMenamy fue contratada por Marc Jacobs para formar parte de su campaña otoñal. En 2006, aparece en la cubierta del libro En Vogue: La Historia Ilustrada de la Revista de Moda más Famosa del Mundo junto con Linda Evangelista, y fotografiada por Steven Meisel. En 2009, reaparece en la tapa del número de julio de Vogue Italia, cuyo título deslizaba "McMenamy la Leyenda". En la edición de septiembre de 2009 sale en la revista Harper's Bazaar, mostrándose sin maquillaje para la historia "Las Supermodelos Supernaturales".
Al año siguiente, McMenamy modela para el desfile otoñal de Viktor & Rolf como una "Matryoshka", donde los diseñadores la visten con varias capas de ropa, similar a las muñecas rusas. También se presenta en el show de otoño de Calvin Klein en 2010. En agosto de ese año, McMenamy aparece en la cubierta de Vogue Italia. En la imagen de tapa y en el editorial de 24 páginas, titulado "Water & Oil", se la observa agónica y sofocada, con expresiones inspiradas en las imágenes que mostraban los efectos del derrame del Deepwater Horizon sobre la fauna en el Golfo de México. Una controversia surgió sobre este editorial, particularmente porque en algunas de las tomas, McMenamy parecía emular un pájaro empetrolado. Aun así, según la directora de la revista, Franca Sozzani, el mensaje era "ser prudente con la naturaleza".
En septiembre de 2010, McMenamy protagoniza un corto para Gareth Pugh correspondiente a la temporada primavera/verano de 2011. Unos cuantos días más tarde, cierra el desfile de primavera de Louis Vuitton con rayas de cebra pintadas sobre el cuerpo. En enero de 2011, cierra el desfile de Alta Costura de Chanel. Ella también protagoniza el cortometraje "El Cuento de una Hada", dirigido por Karl Lagerfeld. Más tarde aparece en el Festival de Cannes, donde atienda una gala para amfAR.
McMenamy modela en las campañas otoño/invierno 2011 de Givenchy y Jean Paul Gaultier, y aparece en bikini en la portada de Vogue Italia. Ya en 2012, aparece en el anuncio de la colección de primaveral de Roberto Cavalli . En 2013, desfila para el Atelier Versace. Meses más tarde,ella protagoniza la gráfica otoñal de Balenciaga.

## Vida personal
A comienzos de los 90, tuvo un romance con Hubert Boukobza, el dueño del cabaret parisino Les Bains Douches. En 1994, la pareja tiene una hija, Lily McMenamy. La relación llega a su fin, y más tarde, McMenamy empieza a salir con el fotógrafo de moda inglés Miles Aldridge, a quien conoce en un photoshoot para la revista W. Se casaron en 1997. Su vestido de boda estuvo diseñado por Lagerfeld, y llevaba un velo de Philip Treacy. Su amiga Naomi Campbell fue una de las damas de honor. La pareja tuvo dos hijos. La hija de McMenamy, Lily, creció hasta devenir en modelo como ella.
Después de 16 años de matrimonio, McMenamy se divorcia de Aldridge en abril de 2013. En ese mismo año, empieza a salir con el comerciante de arte Ivor Braka. En junio de 2016, McMenamy y Braka se casan.